# Dalam (Alas)
Dalam is een bestuurslaag in het regentschap Sumbawa van de provincie West-Nusa Tenggara, Indonesië. Dalam telt 5308 inwoners (volkstelling 2010).